# Trutnevo
Trutnevo (en rus: Трутнево) és un poble de l'óblast de Vólogda, a Rússia, que el 2002 tenia 38 habitants, pertany al districte de Vítegra.